# Contea di Qinggang
La contea di Qinggang (青冈县S, Qīnggāng XiànP) è una contea della Cina, situata nella provincia di Heilongjiang e amministrata dalla prefettura di Suihua.